# Partido da União Siríaca (Líbano)
O Partido da União Siríaca (em siríaco:  ܓܒܐ ܕܚܘܝܕܐ ܣܘܪܝܝܐ ܒܠܒܢܢ, em árabe: حزب الاتحاد السرياني), conhecido pela sigla SUL, é um partido político libanês defensor da comunidade siríaca, criado em 2005 (como União Siríaca do Líbano) e estabelecido como partido a 29 de março de 2008.
Uma das suas principais reivindicações consiste na criação de dois lugares para os siríacos (um siríaco ortodoxo e outro siríaco católico) no parlamento libanês (atualmente os siríacos estão incluídos nas "outras minorias cristãs", que têm direito a um deputado); para manter o equilibrio entre cristãos e muçulmanos no parlamento, seriam criados também mais dois lugares para os muçulmanos (um sunita e outro xiita).
O Partido da União Siríaca é liderado por Ibrahim Murad e é considerado próximo da Aliança 14 de Março (oposicionista).